# ورزشگاه سان مارینو

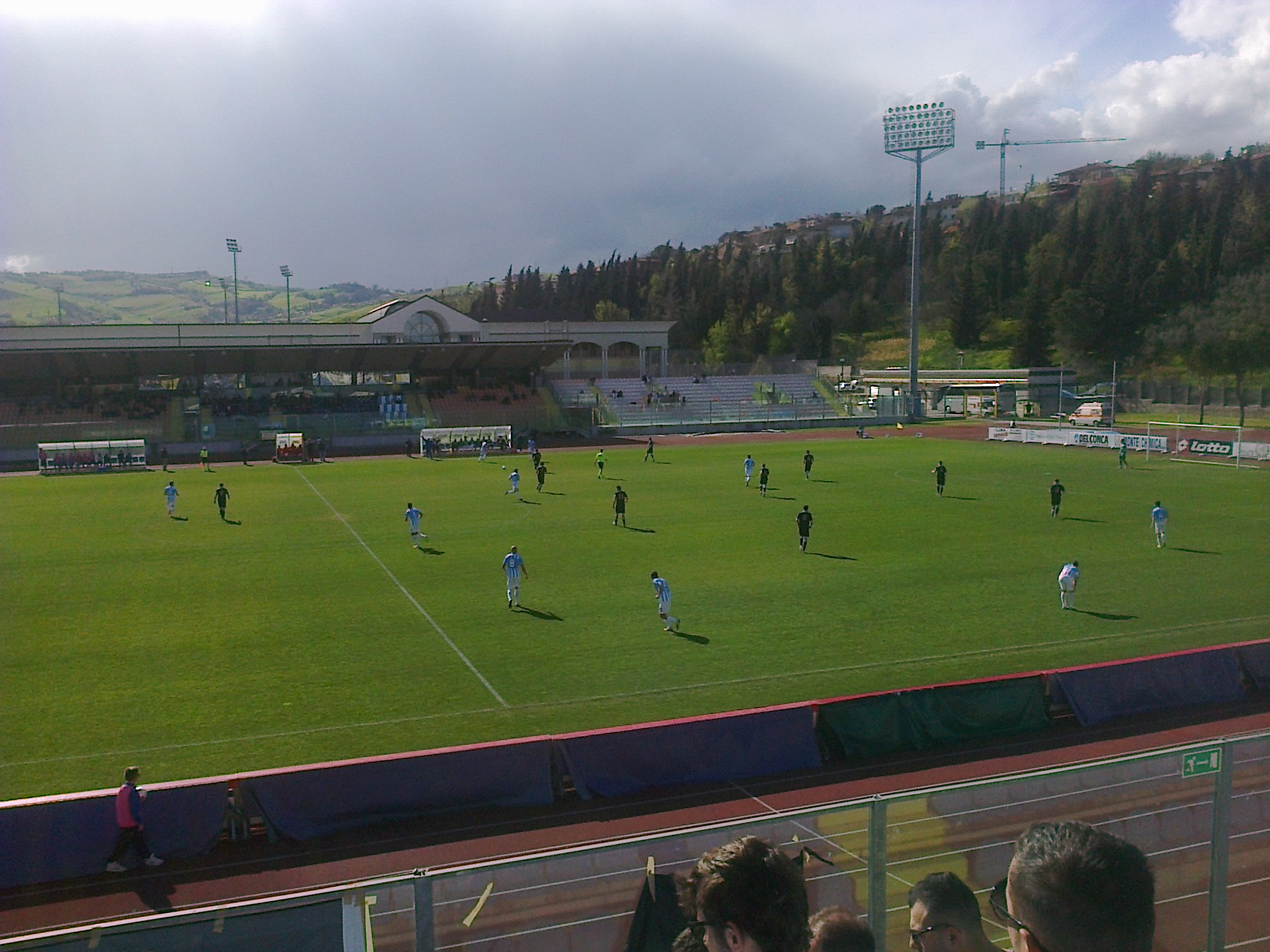
نمایی از ورزشگاه سان مارینو در سال ۲۰۱۴

ورزشگاه سان مارینو (یا ورزشگاه المپیک سرواله) یک ورزشگاه چند منظوره در سرواله، سان مارینو است. گشایش اولیهٔ این ورزشگاه در سال ۱۹۶۹ انجام شد و در حال حاضر بیشتر برای مسابقات فوتبال مورد استفاده قرار می‌گیرد. همچنین از این ورزشگاه به عنوان ورزشگاه ملی سان مارینو یاد می‌شود.